# Aulus Fulvi
Aulus Fulvi (en llatí: Aulus Fulvius) va ser un cavaller romà que va prendre part a la conspiració de Catilina. Era de la gens Fúlvia, una antiga família romana.
Quan anava a reunir-se amb Catilina l'any 63 aC el seu pare que es va assabentar llavors de les accions del seu fill, el va aturar i li va ordenar que es matés.